# 木村草弥
木村 草弥（きむら くさや、1930年2月7日 - 2023年6月12日）は、日本の歌人、詩人。本名は重夫（しげお）。

## 経歴
京都府綴喜郡青谷村（現在の城陽市）の宇治茶問屋・丸京山城園製茶場の経営者であった木村重太郎とトヨの三男として出生。姉兄妹六人きょうだいの四番目である。太宰治が『パンドラの匣』の元とした日誌の書き手である木村庄助は長兄であり、大阪大学教授、国立国際美術館館長、兵庫県立美術館館長などを歴任した美術史家の木村重信は次兄。
青谷小学校、京都府立桃山中学校（旧制）を卒業後、1948年に大阪外事専門学校（後の大阪外国語大学、現在の大阪大学外国語学部）フランス語科入学。同級生に言語学・国語学者の玉村文郎や田辺保らがいた。
1949年7月、学制改革により新制の京都大学文学部に入学、仏語仏文学を専攻。同級生に小松左京、一海知義、高橋和巳、宗政五十緒、脇田修、村井康彦、小野信爾、 中川久定、山田稔らがいた。文芸など遊学に没頭し同校に7年間在籍するが、結核を発病し1年間入院。その後、回復。
1956年、在籍期間満了のため同校を中途退学。家業の宇治茶問屋の経営を継ぐ。2002年3月以後、リタイア生活に入る。
2023年6月12日、急性心不全のため死去。93歳没。

## 著書
- 歌集 
  - 『茶の四季』　角川書店 1995年 ISBN 4048714856
  - 『嘉木』　角川書店 1999年 ISBN 4048717650
  - 『樹々の記憶』　短歌新聞社 1999年 全国書誌番号:99107185
  - 『嬬恋』　角川書店  2003年 ISBN 4046517026
  - 『昭和』　角川書店  2012年 ISBN 978-4046525208
  - 『無冠の馬』　KADOKAWA　2015年 ISBN 978-4046529503
  - 『信天翁』　澪標 2020年 ISBN 978-4-86078-467-6
- 詩集 
  - 『免疫系』　角川書店  2008年 ISBN 9784046520340
  - 『愛の寓意』　角川書店  2010年 ISBN 9784046523525
  - 『修学院幻視』　澪標 2018年 ISBN 978-4-86078-416-4
  - 『修学院夜話』　澪標 2020年 ISBN 978-4-86078-486-7

- 紀行歌文集 
  - 『青衣のアフェア』私家版
  - 『シュベイクの奇行』私家版
  - 『南船北馬』私家版
- 評論・評伝
  - 「香川進の自由律短歌についての私的考察」（「地中海」誌1994年～1995年)
  - 「作歌工房─日本の詩歌の韻律に関して」（「新短歌」誌1996年～1997年）
  - 「座右の歌─小野茂樹」（「地中海」誌1998年10月号）
  - 「インド文学散歩」（「鬼市」誌10号1999号年6月）
  - 「恭仁京と大伴家持」（「未来」誌2001年8月号）　
  - 『四季の〈うた〉─草弥のブログ抄』　澪標 2020年 ISBN 978-4-86078-496-6
  - 『四季の〈うた〉─草弥のブログ抄＜続＞』　澪標 2021年 ISBN 978-4-86078-511-6
  - 『四季の〈うた〉─草弥のブログ抄＜三＞』　澪標 2021年 ISBN 978-4-86078-516-1

## 参加アンソロジー
- 『詩と思想・詩人集2012年』（2012年、詩と思想編集委員会、土曜美術社出版販売）
- 『詩と思想・詩人集2013年』（2013年、詩と思想編集委員会、土曜美術社出版販売）
- 『詩と思想・詩人集2014年』（2014年、詩と思想編集委員会、土曜美術社出版販売）
- 『詩と思想・詩人集2015年』（2015年、詩と思想編集委員会、土曜美術社出版販売）
- 『詩と思想・詩人集2016年』（2016年、詩と思想編集委員会、土曜美術社出版販売）
- 『詩と思想・詩人集2017年』（2017年、詩と思想編集委員会、土曜美術社出版販売）
- 『詩と思想・詩人集2018年』（2018年、詩と思想編集委員会、土曜美術社出版販売）
- 『詩と思想・詩人集2019年』（2019年、詩と思想編集委員会、土曜美術社出版販売）

## 評価
歌人としては1991年に作歌を開始、未来短歌会や、地元京都の梅渓短歌会に参加した。生業である茶、闘病する妻、老い、京都の歴史、自然などの日常を情感豊かに詠む作風で知られる。
第一歌集『茶の四季』について玉井清弘は、こう述べる。
- ひととせの寒暖雨晴の巡り経て茶の実（さね）熟す白露の季に
- 川霧の盛りあがり来てしとどにぞ茶の樹の葉末濡れそぼちゆく
- 五月の陽に新芽かがよひ見はるかす一山こぞりて茶の香にむせぶ

宇治で製茶工場を経営する作者の第一歌集である。「ひととせの寒暖雨晴の巡り経て」「しとどにぞ茶の樹の葉末濡れそぼちゆく」「五月（さつき）の陽に新芽かがよひ見はるかす」には、常に茶の生育を見つめている者のこまやかな視線が行きとどいている。
木村氏はこの世界を歌った時、独自の耀きをみせる。 生業の製茶の世界の作品化は今後も続くだろうし、現代の歌壇にとっても珍しい仕事の歌といえる。
- 遠赤外線の火を入れをればかぐはしき新芽の匂ひ作業場に満つ
- 定温の零度の気温保たれて冷蔵倉庫に茶は熟成す

現代の製茶はこのように機械化されているのである。
- 緑青のふきたる銅の水指にたたへる水はきさらぎの彩
- 恭仁京の宮の辺りに敷かれゐし塼もて風炉の敷瓦とす
- ちとばかり大事な客と老い母は乾山の鉢に粽を盛りぬ

製茶が仕事なので、茶道も日常生活に密着したものとなっている。「緑青（ろくしょう）のふきたる銅（あか）の水指（みづさし）」「恭仁京の宮の辺りに敷かれゐし塼（せん）」という道具を使っての「夜咄の茶事」という趣向の楽しい茶事も生活の一部となっているようである。心温まる茶事であったろうと、かつて茶道といくらか関わったことのある私をも楽しませてくれる。　女性の詠む茶道の歌とは自ずから違うのである。「老い母は乾山の鉢に粽（ちまき）を盛りぬ」のように「尾形乾山」が日常的に使われているのである。
- あの椅子が欲しかつたんだ文学の夢をひきずり歌を詠みつぐ

「あの椅子が欲しかったんだ」という木村氏、還暦を越えて手に入れた「あの椅子」の坐り心地はどうなのであろうか。

第二歌集『嘉木』では、京都での生活の変化や海外旅行、世紀末への感慨など、幅広い世界を見せた。中でも、陸羽の「茶経」からタイトルとったことからも解るように、茶樹への愛情が色濃く、その例として以下のような歌が挙げられる。
- 明日のため見ておく初夏の夕焼は茶摘みの季の農夫の祈り
- 茶どころに生れ茶作りを離れ得ず秋の深みに爪をきりゐつ

その他、妻への温かな愛情、老いの深化などを詠んだ歌も評価される。
また、歌人の春日真木子は、
- 汗あえて茶を刈る時にそぼつ身を女神のごとき風通るなり

などの歌を挙げ、ヨーロッパ的教養が、茶の世界にあらたな匂いを添えていると指摘。さらに春日は、古典や古文書を身近に精読したことから成り立つ木村の歴史詠、歴史的に弱い立場にあった階級への注目、自己存在の源を京都の精神風土に求め、郷土に執着する姿勢を評価した。
そして、塚本邦雄も「心・詞伯仲した好著」の一冊として
- はねず色のうつろひやすき花にして点鬼簿に降る真昼なりけり
- 茶師なれば見る機（をり）もなき鴨祭むらさき匂ふ牛車ゆくさま

の二首を挙げ、『嘉木』を称揚した。

第三歌集『樹々の記憶』について、「定型・自由律二刀の手練れ」と題して、米満英男は、こう書く。
先に上梓された定型歌集『嘉木』に次いで出された口語自由律短歌の第三歌集。その「あとがき」に記されているように、著者にあっては、文語定型も、口語自由律も＜韻文＞という点において、差別のない同根の存在として認識され、かつ作り分けられている。
- 蜂たちは飛んで味覚を知覚する「女王はどこだ、火口をさがせ」
- わたくしが愛するものは仮借なき攪拌だとは挑発的（プロヴォカティヴ）ね

など、見事に定型に収まりきっている。が声に出して再読すると、さらに見事に「口語自由律短歌」としての今日的言語表現に転化して響いてくる。　その逆の歌い方の作品もある。
- 悲しいお便りでした　善意に囲まれて晴ればれと暮らしていた鳩には

の歌など、＜完全自由律＞のようだが、五七五七七にきっちり読み下すことができる。
- ここに二匹のカメがいる　一匹は質問という名でもう一匹は答という名だ

別して上の類の＜直覚的思想＞にこめられたエピグラム風の軽さと重さの絶妙の均衡の前に立つ時、その手練れの技にただ息をのむ。

第四歌集『嬬恋』について秋山律子は、その歌集名と響きあうようなスリランカの岩壁画「シーギリヤ・レディ」のフレスコ画のカバーが印象的であると言い、書名は群馬県の嬬恋村の名に因むとして、
- 嬬恋を下りて行けば吾妻とふ村に遇ひたり　いとしき名なり　　　と、

本歌集の最後に置かれた歌
- 水昏れて石蕗の黄も昏れゆけり誰よりもこの女（ひと）のかたはら　　　を挙げる。　そして

- 今朝ふいに空の青さに気づきたりルストゥスの枝を頭に冠るとき　　　に始まる八十余首のエルサレムでの連作に触れ、

- 異教徒われ巡礼の身にあらざるもヴィア・ドロローサの埃に塗（まみ）る　　を称揚した[10]。

第五歌集『昭和』について、松村由利子は＜二十代の若者はともかく「昭和」という元号は多くの人に、いくつもの重い歴史体験を想起させると同時に、懐かしく慕わしい思いを抱かせる＞と書いて
- わが生はおほよそを昭和といふ期に過ごししなりな青春、玄冬　　の歌を挙げる。

＜著者は昭和一ケタ生まれだが、年齢を感じさせない、かろみのある詠みぶりが魅力で、自在な歌心が、読むほどに心地よい＞と評する。
- ちぎれ雲がひとつ　へうへうと少年の心の中をとび交つた

- 老後つてこんなものかよ二杯目のコーヒー淹れる牧神の午後

- 私が摑まうとするのは何だらう地球は青くて壊れやすい　　　　　そして

＜巻末には長歌と散文「プロメーテウスの火」も。充実の第五歌集＞と評する。

第六歌集『無冠の馬』について真中朋久は、次のように書く。
著者木村草弥は城陽市在住。
- 白もくれん手燭のごとく延べし枝の空に鼓動のあるがに揺るる

- 十戦十勝かつ英国首位種牡馬─セントサイモンは≪無冠馬≫だつた

- 午年生まれ　ましてや無冠のわれながら馬齢を重ね八十五となる

- 紅茶の産地ヌワラエリヤは高地にて涼しく気温二十度といふ

- うつしみははかなく消えて失せにけり肉（しし）の記憶もおぼろとなりて

種牡馬として活躍した英国の競走馬に心を寄せる。自身の病があり妻の死があり、肉を持ってこの世に生きることのかなしみが滲む。白木蓮の花も生々しく、エロスは＜死＞と地続きであることを改めて思う。旅の歌も多いが、茶園を経営していただけあって、スリランカの茶園を見る視線に独特なものを感じた。

第七歌集『信天翁』の「帯」文には、巻頭に載る歌を引いて、こう書かれている。 
　　　　〈信天翁〉描ける青きコースターまなかひに白き砂浜ありぬ
この本は親しい人たちを失った喪失と諦念の書である。
これは自由律の第三歌集『樹々の記憶』(短歌新聞社1999年刊)に連なるものである。　「あとがき」より
これについて光本恵子は
＜あるいは、作者は自身を〈信天翁〉と言いたかったのかも知れない。それは茶人・木村草弥の誇りでもあるのだろう。 
侘び、寂びを愛する茶人の誇りと、仏文出の欧風センスと諧謔とアナーキーなセンスが入り混じる。＞と述べる。
そして巻末に載る一連「cogito, ergo sum」から歌を抄出する。
- その昔「自由律」というだけで刑務所にぶち込まれた俳人が居る
- デカルトの研究者というだけで三木清は獄死した
- 北原白秋に「時局」を諭され前田夕暮は定型へ復帰した
- 香川進大尉は「自由律歌人」だからと陸士出の将校に殴打された
- 「自由」というだけで何でや ? 今どきの若者よ、それが時代の狂気なのだ

また＜毎日の生活の重要なものが食事である。妻を亡くした作者は一人住いを愉しんでいる。九十歳の食事である。＞として歌を抄出する。
- わたくしのいつもながらの朝の儀式これから始まる春夏秋冬
- 一口づつ齧れるようにブルーベリーはパン一面に九ケ所に置く
- マグカップに牛乳二五〇CC入れて電子レンジであたためます
- ミニトマト数粒とバナナ一本これも欠かさぬ定番である

この「朝の儀式」に対応する形で「或る夕餉」の一連の歌が続いている。 
その他「樹木への畏敬」や「言葉への信頼」が詠われ、全部で三十項目の歌304首から成る独特の趣の本として仕上がっている。 

詩人としては、第一詩集『免疫系』について三井修は、こう書く。
＜二年前に出版された『免疫系』は私には衝撃的だった。そこには妻・弥生さんと木村さんご自身の闘病、更に弥生さんの死の経緯が生々と、且つ、美しく描かれていた。詩集名を「免疫系」と名づけられた所以である。カバー装のレオナルド・ダ・ヴィンチ『ウィトルウィウス的人体図』が印象的である。＞

第二詩集『愛の寓意』において、西洋名画への解説、長歌、短歌などをすべて「詩」として編纂し、伝統的詩型と散文詩型を対照させるという方法を実践。山田兼士は「『現代詩』の領域を思う存分拡大するとこういうかたちになるのか」と評価した。
この本には「栞」として三井修と木村重信の解説が添付されている。

第三詩集『修学院幻視』について山田兼士は、こう書く。
＜作者自身が「畢詩 あとがきに代えて」の中で「現代詩は何でもあり、だから「見てきたような」虚構で彩ってみた。」と断言している。良い意味での開き直りというべきだろう。事実、「虚構で彩」られた遊女がらみの作品群などは、詩集中最も自由奔放な想像力を発揮した秀作だ。
本書は散文形を含みつつ通常の行分けも用いながら、内容的には解説、説明、解題といった散文的要素が強く、そうした散文性を一挙に「詩」へと昇華させている要因として、おもに作品末尾に置かれた短詩や和歌（おもに後水尾院の作）、短歌（自作を含む）を挙げることができるだろう。むしろ、 これらの短詩や和歌、短歌から逆算して本文が綴られたような趣きで、そういう意味では、これらの作品を一種の〈詩論詩〉と見ることもできる。全体としては、 後半の後水尾院を主人公とする江戸時代初期の雅ぶりが中心にあり、同じ関西に 住みながら京都の文化歴史に疎い私などにも、大変興味深くまた楽しく読むことができた。懇切丁寧な解説的文章は詩としての欠点どころか、逆に、通常の詩の欠点を克服する一手段とさえ思えてくる。
・・・・・作者の厳密さへのこだわりは十分に発揮されていて、その厳密さ、精緻さの中からこそ立ち上がるポエジーに注目すべきだろう。＞

第四詩集『修学院夜話』について萩岡良博は、こう書く。
＜「二ツ森幻視」は、子供が小さい頃、毎年のように敦賀の海へ旅行し、三方五湖展望台に上って日本海を眺めたりしましたのに、常神半島や御蔵島の存在さえ知らないことに慄然としました。そして八百比丘尼の生命そのものである椿への幻視にも。
　また「三ツ森ハレ変異」は、現在のコロナ禍の世を根源的に俯瞰し、蔓延しているコロナ禍短歌を根底から揺さぶる批評になっていると拝読しました。
　そして「修学院夜話」。前詩集の『修学院幻視』が木村様の長年にわたる、ぶ厚い研究の上に立つ詩人の「幻視」であったことが明かされてスリリングでした。
　「徽宗」皇帝のこと、禁裏の火事のこと、板倉勝重と木村様の在所に残る地名のこと、など、挙げていけばきりがないのですが、知らないことを知るスリリングな喜びをもって夢中に拝読しました。「八条宮智仁親王添削歌」の添削例には思わずうなりました。後水尾院の元歌もいいのでしょうが。
　最後に、心に残りました後水尾院のお歌を一首引いて御礼に替えさせていただきます。
　　　　・花鳥に又逢ひみんもたのみなき名残つきせぬ老が世の春　　(注・当該詩集の中の「延宝五ノ比　御年八十二」の個所より)
　木村様のように重厚に歳を重ねたいと思いつつ。　＞

『四季の〈うた〉草弥のブログ抄』について京都新聞の西田昌平は、「短歌ブログ16年　集大成を本に」と題して、こう書く。
＜約130作品を紹介し「面白くてたまらない短歌の魅力に触れてもらう機会になれば」と話す。・・・・・「人生を歌で残したい」と、生業だった茶へ思い、闘病生活を送る妻への気持ちなど身近なテーマを選び創作している。
この本は古今集の「部立」の伝統に則り新年と春夏秋冬の季節に分けて編集され、自身の短歌50首のほか、俳句、短詩など80作品を紹介し短文のエッセイとして構成される。
1990年代に作った短歌〈ひととせの寒暖雨晴の巡り経て茶の実熟す白露の季に〉は、二十四節気の「白露」に当たる9月7日頃に熟し始める茶の実を詠んだ。
〈うすべにのゆく手に咲ける夕ざくら父なる我の淡きものがたり〉は、家族の中での父は母に比べて「淡い」存在だと自身の実感を踏まえて記した。
俳人・折勝家鴨の句〈梅白し死者のログインパスワード〉は「冥界で与えられる認識符合のようなもの」と想像する。・・・・・
「短歌は世に出た瞬間、読者の感性に委ねられる。それぞれの自由な発想や考え方で楽しんでほしい」と語る。＞。

『四季の〈うた〉草弥のブログ抄＜続＞』について京都新聞　前・南部支社長の大橋晶子は、こう書く。
『四季の<うた>草弥のブログ抄　＜続＞』をいただき、どうもありがとうございました。
前の本だけでもよくもこれだけ営々と綴ってこられたもんだなあ、と思っておりましたのに、まだまだあったというわけですね。再び驚かされました。
木村さんの作品を核に、交友のある方や関心を抱いてこられた方、同じ季節の作品へ窓を開いていただいたような気が致しました。飯島晴子、宮崎信義、鶴見俊輔、尾池和夫、坪内稔典など、京都に暮らす者には身近な方々のうたにも触れられ、楽しい本でした。
「茶の四季」「嘉木」「嬬恋」所収の歌などには懐かしさをおぼえます。
私が取材に伺った「嘉木」から22年、「嬬恋」からは18年。懐かしく感じても当然ですけれど、歳月のたつのは早いですね。

『四季の〈うた〉草弥のブログ抄＜三＞』について高階杞一は、こう書く。
　本書は二〇〇四年から始めたブログの中から選りすぐった文章を集めたシリーズの三巻目。これまでの二巻と同様、さまざまな詩歌句が紹介されている。既刊二冊と違う点を挙げれば、比較的新しい作品（近現代）の紹介が多いこと、そして亡き妻への鎮魂の思いを込めた文章（「巡礼の道」）や短歌（「順礼」）を収録したことの二点。
　前書きには次のように記されている。
そして巻末に載る亡妻への鎮魂の一連という短歌「順礼」（第五歌集『昭和』所収）の一首を引いている。
　　　　　　　　　春くれば辿り来し道　順礼の朝（あした）の色に明けてゆく道